# Rich Homie Quan
Rich Homie Quan (* 4. Oktober 1989 in Atlanta, Georgia; † 5. September 2024 ebenda; bürgerlich Dequantes Devontay Lamar) war ein US-amerikanischer Rapper.

## Karriere
In der Schule interessierte sich Rich Homie Quan für Literatur, lesen und schreiben. Rich Homie Quan war in seiner Jugend auch ein erfolgreicher Baseballspieler. Er spielte Centerfield in der Little League, bis er in die High School kam. Einmal wurde er gar als Mr. Baseball ausgezeichnet. Zu dieser Zeit interessierte er sich mehr für Baseball und die Musik war etwas, was er als ein Hobby ansah. Später bekam er fürs Baseballspielen auch ein Stipendium an der Fort Valley State University. Doch konnte er es aufgrund von anderweitigen Studiengebühren nicht nutzen und wurde nach zwei Wochen der Universität verwiesen.
Darauf begann er sich vom Baseball abzulenken und in Häuser einzubrechen. Er probierte es mit Rappen, doch die Veröffentlichung seiner ersten Single kam 2008 nicht zustande, weil er wegen eines Einbruchsdelikts für ein Jahr ins Gefängnis musste. Im Gefängnis begann er sich erneut mit Büchern auseinanderzusetzen, seiner Meinung nach hat er im Gefängnis das erste Mal ein Buch richtig gelesen. Darauf begann er auch Gedichte zu schreiben.
Erst 2011 konnte er wieder an seine Musikkarriere anknüpfen. Er wurde Mitglied der Hip-Hop-Crew Loyalty Ova Royalties. Sein erstes Mixtape zusammen mit CEO Teezy wurde nicht veröffentlicht, weil Teezy starb, aber 2012 gab es dann sein erstes Mixtape beim Label T. I. G. Seinen Durchbruch hatte er im Jahr darauf, als er mit Type of Way die Top 50 der US-Singlecharts erreichte und Platz eins der Heatseeker-Charts belegte. Dazu kam noch eine Beteiligung am Top-20-Hit My Nigga mit Rapper YG. 2014 hatte er zusammen mit der Rich Gang, zu welcher auch die Rapper Young Thug und Birdman gehören, den Hit Lifestyle. 2016 verklagte Rich Homie Quan sein früheres Label wegen unbezahlten Musikrechten um 2 Mio.$, worauf ihn das Label seinerseits wegen Vertragsverletzung einklagte. Beide Verfahren wurden außergerichtlich beendet.
2017 wurde Rich Homie Quan von Motown Records unter Vertrag genommen, worauf er das Album Rich as a Spirit herausbrachte. 2022 gab er ein Mixtape namens Family & Mula (Reloaded) heraus.
Am 5. September 2024 starb Lamar im Alter von 34 Jahren in seinem Haus in Atlanta, mutmaßlich an einer Überdosis Drogen.

## Diskografie
Studioalben
- 2018: Rich as in Spirit

Mixtapes
- 2012: I Go In on Every Song
- 2012: Still Goin In
- 2013: Still Goin In Reloaded
- 2013: I Promise I Will Never Stop Going In
- 2014: Rich Gang: Tha Tour Part 1 (mit Young Thug & Birdman)
- 2015: If You Ever Think I Will Stop Goin In Ask RR
- 2022: Family & Mula (Reloaded)

Singles
- 2013: Difference
- 2013: Type of Way
- 2014: Blah Blah Blah
- 2015: Flex (Ooh Ooh Ooh)

Gastbeiträge
- 2013: My Nigga (YG feat. Jeezy & Rich Homie Quan, DE: Gold)
- 2013: I Know (Yo Gotti feat. Rich Homie Quan, US: ×2Doppelplatin )
- 2013: Ghetto (August Alsina feat. Rich Homie Quan, US: Gold)
- 2014: Lifestyle (Rich Gang feat. Young Thug & Rich Homie Quan, UK: Silber)
- 2014: Feel It (Jacquees feat. Rich Homie Quan & Lloyd, US: Gold)
- 2014: Mamacita (Travis Scott feat. Rich Homie Quan & Young Thug, US: Platin)
- 2015: Come Thru (Jacquees feat. Rich Homie Quan, US: Platin)
- 2015: Ride Out (Kid Ink, Tyga, Wale, YG & Rich Homie Quan)
- 2015: Like a Man (Boosie BadAzz feat. Rich Homie Quan)
- 2015: Save Dat Money (Lil Dicky feat. Fetty Wap & Rich Homie Quan)

## Auszeichnungen für Musikverkäufe
| Goldene Schallplatte - Brasilien - 2024: für die Single Lifestyle - Neuseeland - 2019: für die Single Save Dat Money Platin-Schallplatte - Brasilien - 2024: für die Single My Nigga - Kanada - 2021: für die Single Ride Out - 2024: für die Single Mamacita - Neuseeland - 2020: für die Single My Nigga - 2023: für die Single Lifestyle - Schweden - 2015: für die Single My Nigga |

Anmerkung: Auszeichnungen in Ländern aus den Charttabellen bzw. Chartboxen sind in ebendiesen zu finden.
| Land/RegionAuszeichnungen für Musikverkäufe (Land/Region, Auszeichnungen, Verkäufe, Quellen) | Silber  | Gold     | Platin       | Verkäufe   | Quellen              |
| -------------------------------------------------------------------------------------------- | ------- | -------- | ------------ | ---------- | -------------------- |
| Brasilien (PMB)                                                                              | —       | Gold1    | Platin1      | 90.000     | pro-musicabr.org.br  |
| Deutschland (BVMI)                                                                           | —       | Gold1    | —            | 150.000    | musikindustrie.de    |
| Kanada (MC)                                                                                  | —       | —        | 2× Platin2   | 160.000    | musiccanada.com      |
| Neuseeland (RMNZ)                                                                            | —       | Gold1    | 2× Platin2   | 75.000     | radioscope.co.nz     |
| Schweden (IFPI)                                                                              | —       | —        | Platin1      | 40.000     | sverigetopplistan.se |
| Vereinigte Staaten (RIAA)                                                                    | —       | 5× Gold5 | 15× Platin15 | 17.500.000 | riaa.com             |
| Vereinigtes Königreich (BPI)                                                                 | Silber1 | Gold1    | —            | 600.000    | bpi.co.uk            |
| Insgesamt                                                                                    | Silber1 | 9× Gold9 | 21× Platin21 |            |                      |